# Magyarszákos

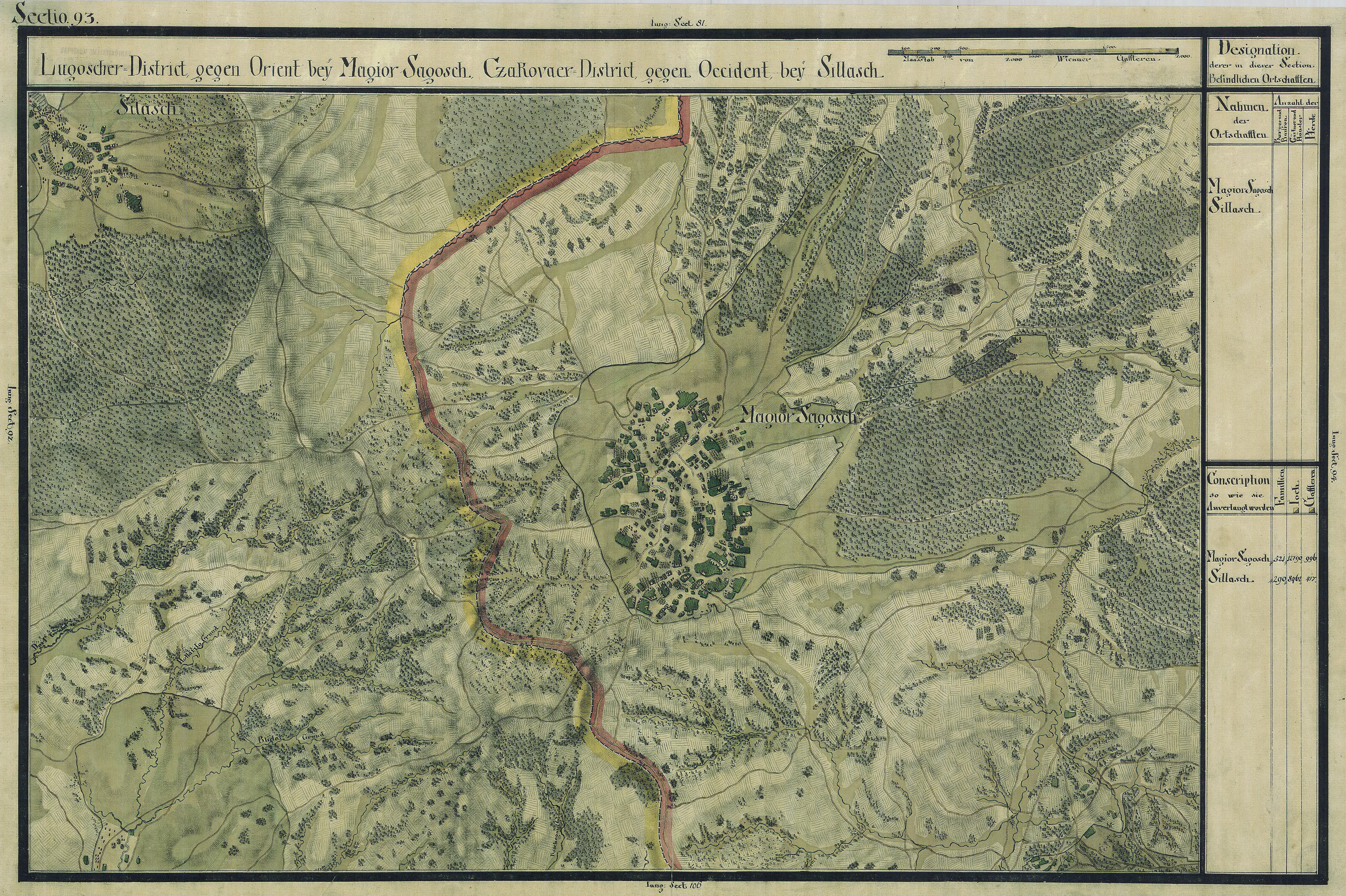
Magyarszákos egy régi térképen

Magyarszákos (Sacoșu Mare), település Romániában, a Bánságban, Temes megyében

## Fekvése
Temesvártól délkeletre, Daruvár és Krassóviszák közt fekvő település.

## Története
Magyarszákos nevét 1369-ben említette először oklevél Nogzekes, Zeekus néven. 1371-1372-ben Zekus, 1761-ben Magir-Sacsch, 1808-ban Szákos, 1888-ban Magyar-Szákos néven írták. 1631-ben Szakos néven volt említve, I. Rákóczi György birtokaként. 1723-1725-ben gróf Mercy térképén Sagos alakban, a lugosi kerületben, lakott helyként jelölték. Az 1761. évi térképen pedig Magir-Sagosch néven fordult elő.
1779-ben Krassó vármegyéhez csatolták, de a 19. század elején Temes vármegyéhez került.
1838-ban 111 7/8 egész jobbágytelke volt. 1848-ig a kamara birtoka volt, majd az államkincstáré lett, később pedig a kincstáron kívül még Gyika Imre volt a nagyobb birtokosa. 1851-ben Fényes Elek írta a településről: „Magyar-Szákos, Temes vármegyében, Krassó vármegye szélén, hegyes-völgyes helyen, 3000 óhitű lakossal, s anyatemplommal. Sovány, hegyes határa 8270 hold, ...bírja a királyi kincstár, s a lugosi tiszttartósághoz tartozik. Hajdan magyarok lakták, s Nyaláb, Kereszlő, Kovácsi, Kóóbánya, Beres, Bogáros dűlők nevei máig fennmaradtak, s másfél öl széles, 3 öl hosszú forráskútja is magyarok maradványának tekintetik.”
1910-ben 3283 lakosából 3209 román, 48 német, 14 magyar volt. Ebből 3222 görögkeleti ortodox volt.
A trianoni békeszerződés előtt Temes vármegye Buziásfürdői járásához tartozott.

## Nevezetességek
- Görög keleti temploma 1860-ban épült.
- A falu három háza (1733-ból, 1878-ból, 1922-ből) és egy két részből álló gazdasága 1907-ből a romániai műemlékek listáján szerepelnek TM-II-m-B-06280, TM-II-m-B-06279, TM-II-m-B-06281 illetve TM-II-m-B-06282 sorszámon.[1]